# Primera B de Chile
Primera B de Chile, officiellt Campeonato Nacional de Primera B del Fútbol Profesional Chileno sedan 2009, är den näst högsta divisionen i fotboll för herrar i Chile och är nivån under Primera División. Divisionen har hetat Primera B sedan 1996 och dessförinnan hette den näst högsta divisionen Segunda División (numera är Segunda División den tredje högsta divisionen). Det har varit den nationella näst högsta divisionen sedan 1952 (då Segunda División tillkom) och sedan dess har över 70 lag deltagit i mästerskapet.

## Historia
Divisionen bildades officiellt 1952, men föregicks av de båda serierna Serie B de Chile och División de Honor Amateur (DIVHA). Den förra serien började spelas 1935, enbart två år efter Primera División, och var en serie med bas i Santiago. Serien spelades mellan 1935 och 1942 och från och med 1937 var det en blandning mellan en näst högsta division och en reservlagsserien. 1943 bildades DIVHA som blev den nya näst högsta divisionen i Chile som spelades fram till och med 1950. 1951 spelades ingen högsta division och året därpå bildades slutligen Segunda División. Lag från hela Chile deltog och de grundande klubbarna var Palestino, Thomas Bata, Maestranza Central, Santiago National (alla från Santiago), Rangers (Talca), Trasandino (Los Andes), América och Instituto O'Higgins (båda från Rancagua). Enbart tre av dessa klubbar (Palestino, Rangers och Trasandino) deltar än idag i det chilenska seriesystemet. Inför 1996 bytte divisionen namn till Primera B.

## Vinnare
| År            | Mästare                   | Tvåa                      |
| 1952          | Palestino                 | Rangers                   |
| 1953          | Thomas Bata               | América                   |
| 1954          | O'Higgins Braden          | América                   |
| 1955          | San Luis                  | Unión La Calera           |
| 1956          | Universidad Católica      | Deportes La Serena        |
| 1957          | Deportes La Serena        | Santiago Morning          |
| 1958          | San Luis (2)              | Santiago Morning          |
| 1959          | Santiago Morning          | Green Cross-Santiago      |
| 1960          | Green Cross-Santiago      | Deportes La Serena        |
| 1961          | Unión La Calera           | Unión San Felipe          |
| 1962          | Coquimbo Unido            | San Antonio Unido         |
| 1963          | Green Cross-Santiago (2)  | Trasandino                |
| 1964          | O'Higgins                 | Lister Rossel de Linares  |
| 1965          | Ferrobádminton            | Huachipato                |
| 1966          | Huachipato                | Coquimbo Unido            |
| 1967          | Deportes Concepción       | Lota Schwager             |
| 1968          | Antofagasta Portuario     | San Luis                  |
| 1969          | Lota Schwager             | Ñublense                  |
| 1970          | Unión San Felipe          | Iberia Los Ángeles        |
| 1971          | Naval de Talcahuano       | Ñublense                  |
| 1972          | Palestino (2)             | Ferroviarios              |
| 1973          | Deportes Aviación         | Ñublense                  |
| 1974          | Santiago Morning (2)      | Everton                   |
| 1975          | Universidad Católica (2)  | Deportes Ovalle           |
| 1976          | Ñublense                  | O'Higgins                 |
| 1977          | Coquimbo Unido (2)        | Rangers                   |
| 1978          | Santiago Wanderers        | Naval de Talcahuano       |
| 1979          | Deportes Iquique          | Magallanes                |
| 1980          | San Luis (3)              | Ñublense                  |
| 1981          | Deportes Arica            | Santiago Morning          |
| 1982          | Fernández Vial            | Everton                   |
| 1983          | Cobresal                  | San Luis                  |
| 1984          | Unión La Calera (2)       | Deportes Concepción       |
| 1985          | Trasandino                | Fernández Vial            |
| 1986          | Lota Schwager (2)         | O'Higgins                 |
| 1987          | Deportes La Serena (2)    | Deportes Valdivia         |
| 1988          | Rangers                   | Unión San Felipe          |
| 1989          | Universidad de Chile      | Palestino                 |
| 1990          | Provincial Osorno         | Coquimbo Unido            |
| 1991          | Deportes Temuco           | Huachipato                |
| 1992          | Provincial Osorno (2)     | Deportes Iquique          |
| 1993          | Rangers (2)               | Cobresal                  |
| 1994          | Deportes Concepción (2)   | Huachipato                |
| 1995          | Santiago Wanderers (2)    | Audax Italiano            |
| 1996          | Deportes La Serena (3)    | Deportes Puerto Montt     |
| Apertura 1997 | Rangers (3)               | Everton                   |
| Clausura 1997 | Deportes Iquique (2)      | Everton                   |
| 1998          | Cobresal (2)              | O'Higgins                 |
| 1999          | Unión Española            | Santiago Wanderers        |
| 2000          | Unión San Felipe (2)      | Rangers                   |
| 2001          | Deportes Temuco (2)       | Cobresal                  |
| 2002          | Deportes Puerto Montt     | Universidad de Concepción |
| 2003          | Everton                   | Deportes La Serena        |
| 2004          | Deportes Melipilla        | Deportes Concepción       |
| 2005          | Santiago Morning (3)      | Deportes Antofagasta      |
| 2006          | Deportes Melipilla (2)    | Ñublense                  |
| 2007          | Provincial Osorno (3)     | Rangers                   |
| 2008          | Curicó Unido              | Municipal Iquique         |
| 2009          | Unión San Felipe (3)      | Santiago Wanderers        |
| 2010          | Deportes Iquique (3)      | Unión La Calera           |
| 2011          | Deportes Antofagasta (2)  | Rangers                   |
| 2012          | San Marcos de Arica (2)   | Ñublense                  |
| 2013          | Universidad de Concepción | Curicó Unido              |
| 2013/2014     | San Marcos de Arica       | Barnechea                 |
| 2014/2015     | San Luis                  | Unión San Felipe          |
| 2015/2016     | Deportes Temuco           | Curicó Unido              |
| 2016/2017     | Curicó Unido              | San Marcos de Arica       |
| 2017          | Unión La Calera           | Deportes Copiapó          |
| 2018          | Coquimbo Unido            | Cobreloa                  |
| 2019          | Santiago Wanderers        | Deportes La Serena        |
| 2020          | Ñublense                  | Unión San Felipe          |
| 2021          | Coquimbo Unido            | Deportes Copiapó          |